# Fredrik I
För andra betydelser, se Fredrik I (olika betydelser).
Fredrik I (Friedrich av Hessen), född 17 april enl. g.s; 28 april enl. n.s.; 1676, död 25 mars enl. g.s.; 5 april enl. n.s.; 1751, var kung av Sverige från 1720 till 1751. Från 1730 var han regerande lantgreve av Hessen-Kassel i Tyskland till sin död. Fredrik var framgångsrik som fältherre i det spanska tronföljdskriget på de allierades sida mot Frankrike. Han blev änkeman utan barn 1705, friade till Sveriges tronarvinge Ulrika Eleonora och gifte sig med henne. Hon blev drottning efter Karl XII:s död, men abdikerade 1720 till förmån för sin man, som fann sig väl i rollen som konstitutionell monark under frihetstiden.
Fredrik införde furstehuset Brabant i Sverige som unikum, och dess hessiska gren skulle ha blivit svensk kungaätt, men han avled utan egen tronarvinge i denna. Genom Eufemia av Sverige och elva generationer härstammade han från kung Magnus Ladulås.

## Arvprinsen Fredrik av Hessen
Fredrik I föddes i Kassel som son till lantgreven Karl I av Hessen-Kassel och Maria Amalia av Kurland. Han erhöll en för sin tid vårdad uppfostran, företog i ungdomsåren resor i Nederländerna, Schweiz, Italien, Danmark och Tyskland samt förestod 1699 regeringen under faderns besök i Italien. Den 31 maj 1700 gifte han sig med sin kusin, Lovisa Dorotea av Preussen. Hustrun insjuknade i smittkoppor och avled 1705 efter ett barnlöst äktenskap. Då Fredrik blivit änkling började han noga se sig om i Europas kungahus efter en ny hustru och blicken föll på Ulrika Eleonora, som passade honom perfekt eftersom hon var den enda överlevande av Karl XII:s syskon och förmodades efterträda honom. Fredrik hade större ambitioner än att bara bli lantgreve av Hessen-Kassel, han ville bli kung eller åtminstone få stort inflytande över ett större rike.

Fredrik I och hans gemål Ulrika Eleonora d.y av Georg Engelhard Schröder, 1733.

Kort efter det spanska tronföljdskrigets utbrott (1701) hade Fredrik sänts av sin far i spetsen för en hjälptrupp till Nederländerna och deltog som general med stor utmärkelse för personlig tapperhet på koalitionens sida ända till dess slut genom freden i Utrecht (1713), i den långa blodiga fejden. Fredrik tjänstgjorde bland annat under Eugen av Savojen och Hertigen av Marlborough. Under krigshandlingarna ådrog sig Fredrik skador efter att ha träffats av en kula i bröstet samt ett par sabelhugg i huvudet. Tre av Fredriks bröder stupade i samma krig.
Redan 1710 hade Fredrik inlett underhandling om giftermål med den svenska prinsessan Ulrika Eleonora. Hennes bror, Karl XII tog lång tid på sig, men 1714 lämnade han sitt samtycke och Fredrik reste till Stockholm, där bröllopet firades den 24 mars 1715.
Fredrik var som ingift i kungafamiljen med i fälttåget mot Norge 1716 och fick i slaget vid Hølands prästgård ett farligt sår. Han utnämndes samma år till generalissimus över svenska krigsmakten och följde sin svåger, kung Karl XII, även på dennes tåg mot Fredriksten 1718. Bland de historiker som anser att Karl XII lönnmördades vid Fredriksten pekas Fredrik ofta ut som den som låg bakom det dödande skottet mot svågern. För att understödja sin gemåls anspråk på tronföljden lät han efter Karl XII:s plötsliga död häkta Georg Heinrich von Görtz, som var hertig Karl Fredriks av Holstein-Gottorp främsta stöd. Han lät också upphäva belägringen av fästningen och förmå, genom ivriga bearbetningar, krigsbefälet att ge ett villkorligt bifall till Ulrika Eleonoras tronbestigning. Sedan ständerna genom ett formellt kungaval bekräftat Ulrika Eleonoras seger över sin systerson och medtävlare, den ovannämnde Karl Fredrik av Holstein-Gottorp, önskade hon upphöja sin gemål till medregent, men lyckades inte vid 1719 års riksdag förverkliga denna plan. Fredrik fick nöja sig med att ständerna tillerkände honom titeln "kunglig höghet".
Det visade sig emellertid snart att Fredrik genom drottningens obegränsade tillgivenhet och förtroende ägde stort inflytande på regeringen. Generalissimusvärdigheten, som förut varit en hederstitel, blev nu ett högsta befäl över rikets stridskrafter med avgörande inflytande på krigsväsendet och de militära befordringarna. Försvaret mot de ryska härjningarna leddes i första hand av honom. Han stödde också beslutet att avträda Bremen och Verden till Hannover och en del av Pommern till Preussen, för att få deras stöd (framför allt Englands) hjälp mot tsar Peter I. Även i övrigt spelade han en stor roll, och en konflikt mellan honom och kanslipresidenten Gustav Cronhielm var anledningen till den senares snöpliga avsked. Erfarenheten av arvprinsens stora faktiska inflytande och av drottningens självrådighet gjorde, att ständerna redan följande år gick in på Ulrika Eleonoras plan att upphöja Fredrik på tronen. Villkoret var att drottningen själv nedlade kronan; dock skulle hon, i fall hon överlevde sin gemål, återinträda i sina rättigheter. Arvsrätten till tronen förblev fortfarande bunden vid hennes manliga avkomlingar. Den 24 mars 1720 valdes Fredrik I till Sveriges kung och kröntes i Stockholm den 3 maj samma år. Upphöjelsen åtföljdes av ytterligare inskränkningar i kungamakten.

## Fredrik I som kung

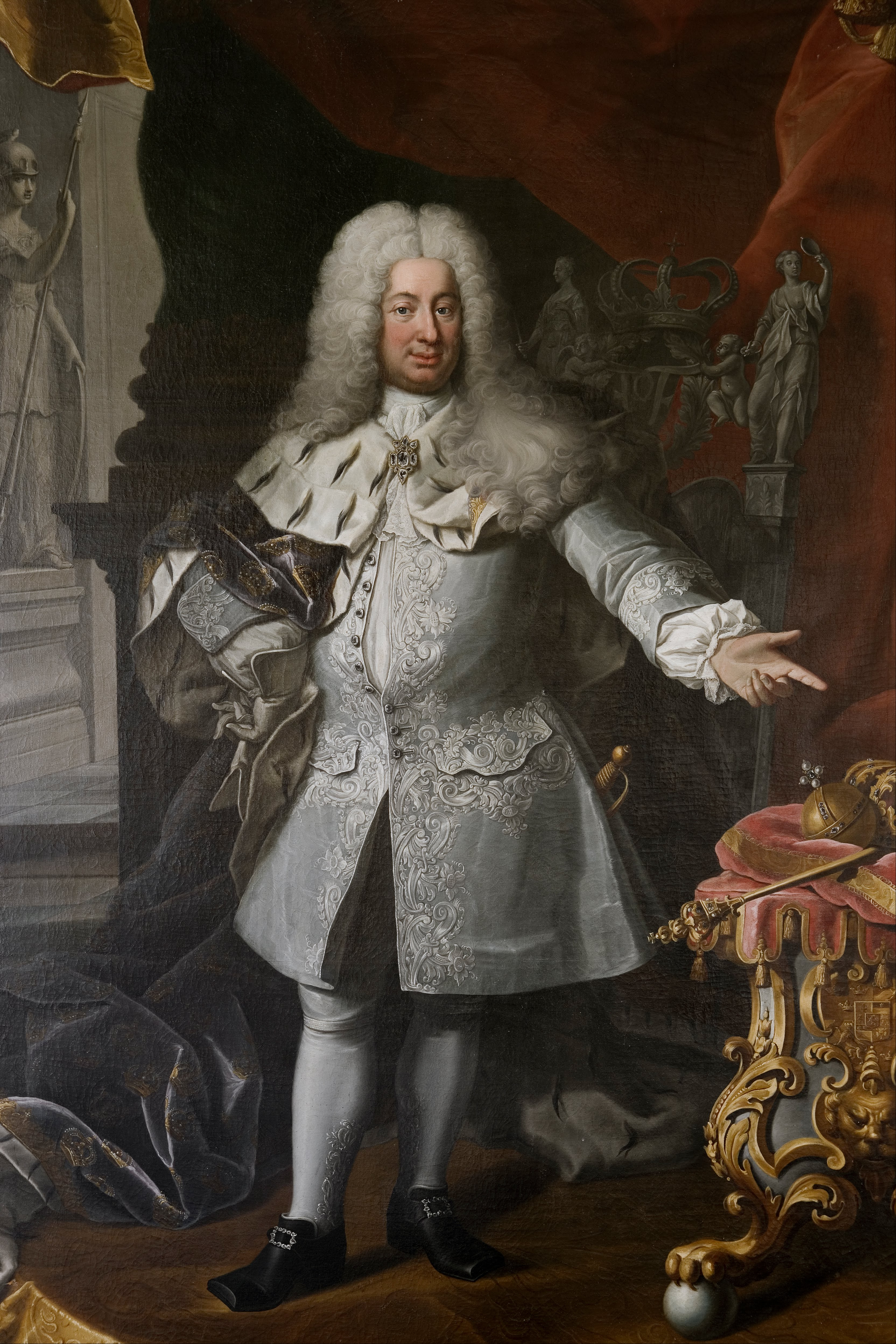
Porträtt på Fredrik I målat mellan 1720 och 1747.

Fredrik I var vid sin tronbestigning inte utan anseende och åtnjöt en viss popularitet. Han var en glad, välvillig och frikostig herre med ett ståtligt yttre, ett hurtigt, friskt och omedelbart väsen och ett angenämt umgängessätt. Han hade ett gott omdöme, tämligen god bildning och var rik på erfarenhet. Hans fördomsfrihet, öppenhet och tillgänglighet förvärvade honom lätt vänner och anhängare. Dessutom kunde han utveckla energi, när omständigheterna så krävde. Det hade han visat vid flera tillfällen under sin krigarbana.
Redan efter några år hade emellertid Fredrik I förspillt det personliga anseende han ägt vid trontillträdet. Delvis berodde det på det bedrövliga resultatet av freden i Nystad 1721. Bitterheten blandades med misstankar att Fredrik I vid underhandlingen med tsaren snarare såg till sina egna än Sveriges intressen, när han i freden avträdde Livland, Estland, Ingermanland och en del av Karelen till ryssarna. August Strindberg kallade honom "Sveriges sämsta regent, som icke kunde tala svenska, och egentligen var tysk lantgreve."
Hans nöjeslystnad och hans tydliga bemödanden att, i strid mot den nya författningen, utvidga sin makt väckte ytterligare klander och bidrog till att förstärka den opposition, som kom till uttryck vid riksdagen 1723. Ett förslag från bondeståndet om kungamaktens stärkande inte bara avvisades direkt, utan föranledde även en sträng räfst med anstiftarna. Kungen själv skyndade att anhålla om ständernas förlåtelse och betyga sin trohet mot författningen. Det holsteinska partiet som stöddes av Ryssland började bli ett hot, och under de närmast följande åren satt Fredrik I osäkert på sin tron. Slutligen lyckades kanslipresidenten Arvid Horn att, med stöd av gynnsamma yttre konjunkturer vid riksdagen 1726-27, krossa det holsteinsk-ryska inflytandet i riket.
Från 1723 var det emellertid slut på den självständiga roll Fredrik I spelat i Sveriges politik, och fastän han förblev landets kung i ytterligare nära tre årtionden, hade hans person i det följande ringa betydelse. I stället för att utvecklas i monarkistisk riktning växte författningen snart nog ut till en fullständig parlamentarism där den politiska makten låg helt i ständernas händer, och i det sjudande politiska liv som med 1730-talet bröt igenom blev kungadömet mer och mer en tom symbol eller en etikett, som nödtorftigt täckte författningens i grunden republikanska karaktär. Fredrik I:s verkliga makt var reducerad väsentligen till utnämnandet av ämbetsmän inom vissa gränser och till ett visst inflytande på utrikespolitiken, varjämte partiernas jämvikt stundom kunde göra hans allians värdefull. Den rika ekonomiska och andliga odling, som trädde fram under 1720–30-talen, och som gav tidevarvet dess bästa innehåll, hade Fredrik I mycket liten del i. Han förblev alltid en främling för Sveriges folk och lärde sig aldrig tala dess språk. Fredrik I:s personliga utveckling under den senare delen av hans levnad blev inte gynnsam. Hans medfödda bekvämlighet och njutningslystnad övergick mer och mer till verklig själslättja, moralisk slapphet och karaktärens försimpling. Hans tid utfylldes väsentligen av jakt, dryckeslag och umgänge med gunstlingar och mätresser.
Från 1730 ingick Fredrik I en mer stadigvarande kärleksförbindelse med den seхtonåriga hovfröken Hedvig Taube, riksrådet Edvard Didrik Taubes dotter, slutligen upphöjd till romersk riksgrevinna von Hessenstein. Denna förbindelse, som resulterade i två söner och två döttrar, antog mer och mer, särskilt efter Ulrika Eleonoras död (1741), karaktären av ett morganatiskt äktenskap. "Äktenskapet" bekräftades aldrig av någon vigsel och löstes först genom grevinnan Hessensteins död 1744. Förbindelsen väckte stor skandal såsom det första exemplet i Sveriges kungaborg av en "maîtresse en titre" och fick en viss politisk betydelse.
Fredrik I bannlyste frimureri år 1738 och beordrade dess utövare att straffas med döden.
Genom att uppmuntra kungens gryende böjelse för denna älskarinna lyckades Carl Gyllenborg med flera fiender till Arvid Horn vinna Fredriks gunst och lägga första grunden till ett oppositionsparti, som vid 1734 års riksdag växte ut till det stora hattpartiet. Partiet kunde i avgörande ögonblick binda kungens handlingsfrihet, genom att i det följande ömsom gynna den kungliga kärleksförbindelsen, ömsom hota med ständernas ingrepp och offentlig skandal. Sålunda avstod Fredrik I 1739 från sitt motstånd mot hattpartiet för att bereda riksrådet Taube ett mildare öde än de övriga medlemmarna av Horns rådkammare. Vidare förmåddes kungen 1741 att rösta för kriget mot Ryssland på det att han fick utnämna sina båda söner till svenska grevar (se von Hessenstein). År 1745 fick Fredrik I en ny älskarinna i fröken Catarina Ebba Horn, översten friherre Krister Horns dotter, ävenledes upphöjd till riksgrevinna, vilken dock aldrig erhöll samma inflytande över honom som riksgrevinnan von Hessenstein haft, och inte heller någon politisk vikt. Förhållandet ebbade ut så småningom och nya unga adelsfröknar kom och gick så till slut började Fredrik I söka sig till prostituerade som hämtades upp till slottet, vilket ledde till att han fick öknamnet Fredrik den slemme.[källa behövs]
Till den nye tronföljaren Adolf Fredrik och hans gemål stod Fredrik I i gott fastän föga intimt förhållande; han bemötte dem med utmärkt godhet och uppmärksamhet, men lyckades aldrig vinna deras tillgivenhet, väl närmast på grund av sitt sedeslösa levnadssätt. I maj 1748 drabbades Fredrik I några gånger av slaganfall som förlamade honom och fick svårt att tala. Från och med det skulle en namnstämpel, av vilken han förut mera undantagsvis betjänat sig, ersätta hans plats i regeringen. Kronprinsessan Lovisa Ulrika skrev om kungen i ett brev till hennes mor i början av juni 1748: "Konungen är alltjämt i samma tillstånd. Det som är sorgligast är att han helt har förlorat minnet, så att allt han säger är osammanhängande prat, som man inte förstår. Omgivningens situation är i allra högsta grad besvärande." Kungen gjorde en viss återhämtning men han återgick aldrig till regeringsarbetet som gick över till riksrådet och kronprins Adolf Fredrik. Kungen hade vid något tillfälle skadat sitt ben som orsakade ett öppet sår. Detta visade sig vara så allvarligt att såret ledde till kallbrand och av detta avled Fredrik I den 25 mars 1751 på Kungshuset, Riddarholmen i Stockholm.
Sedan 1730 var Fredrik I även regerande lantgreve av Hessen-Kassel. Han företog 1731 en resa till detta land. Dess styrelse överlämnade han nästan helt och hållet åt sin bror Vilhelm VIII av Hessen-Kassel, som sedan också kom att efterträda honom där.
Om Fredrik I kan vidare tilläggas att han införde förbud mot dueller samt instiftade det officiella ordensväsendet avsett främst för svenska, men även för utländska medborgare. Då tillkom Serafimer-, Svärds- och Nordstjärneorden.

## Bilder

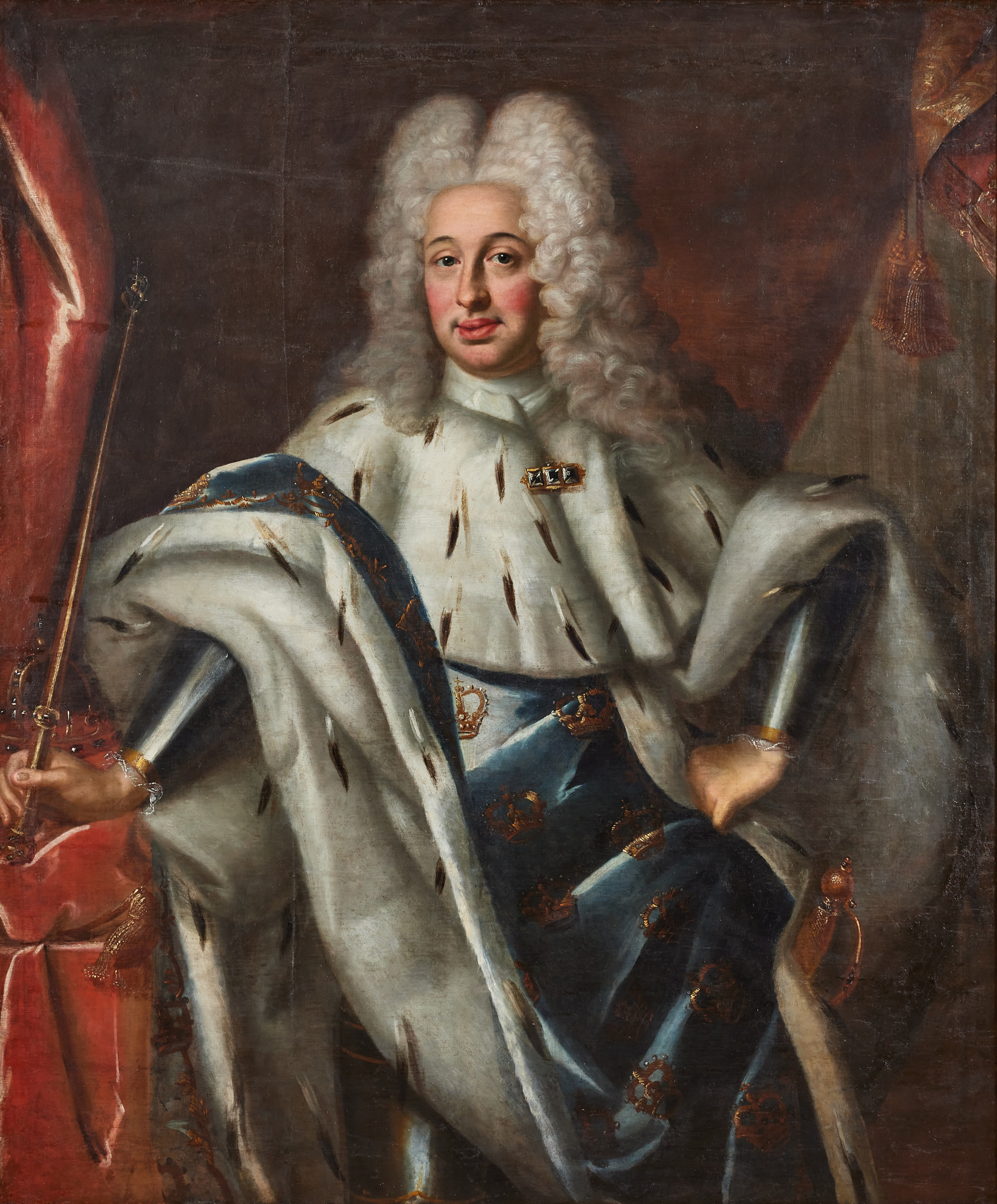
Fredrik I iklädd kröningsdräkt, avporträtterad av David von Krafft runt år 1720. Målningen har tillhört prinsessan Sofia Albertina.
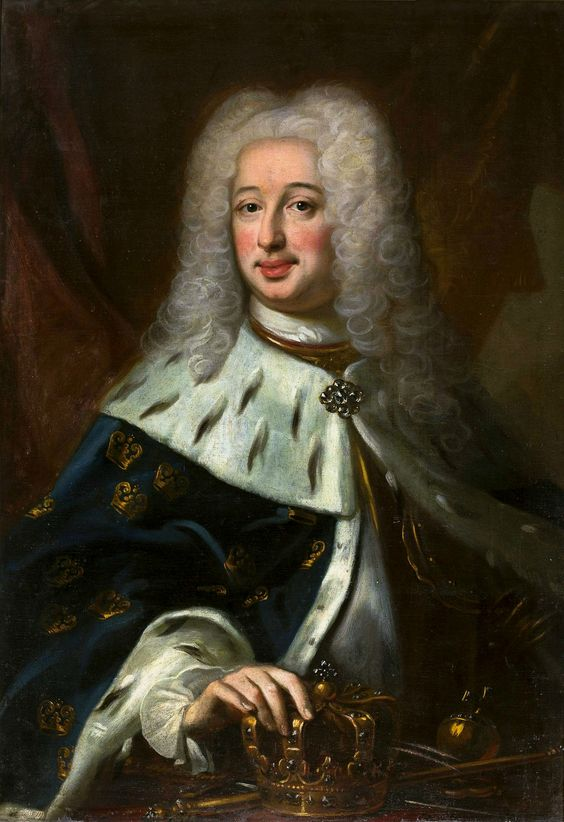
Porträtt målat av Georg Engelhard Schröder.
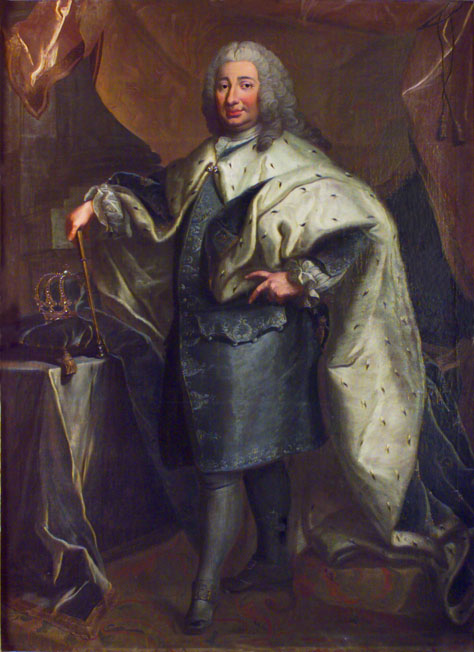
Fredrik I i kröningsdräkt.
Fredrik I:s rock med Serafimerordens kedja samt kraschan. Finns på Livrustkammaren.
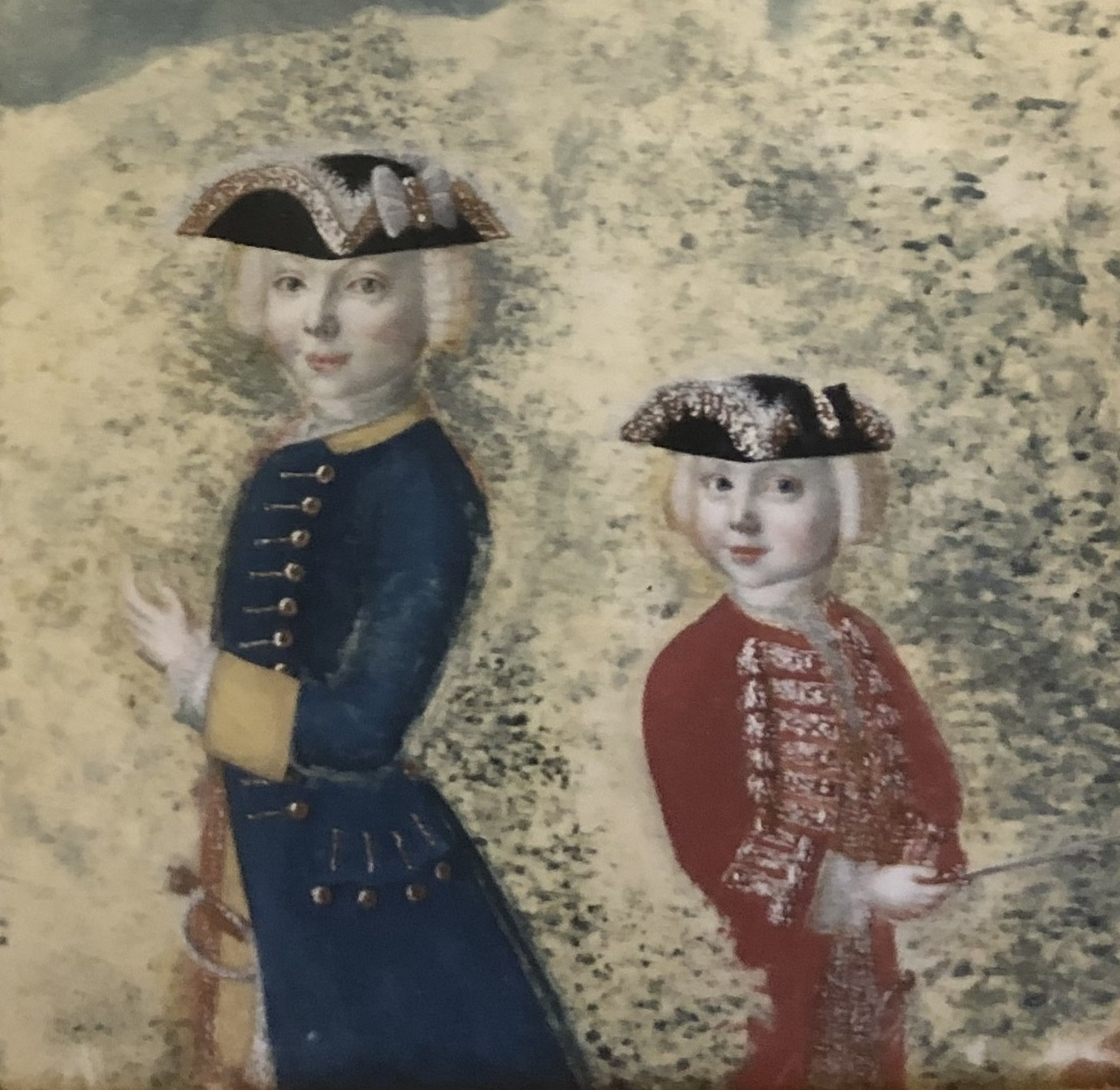
Kung Fredriks söner Fredrik Vilhelm och Karl Edvard von Hessenstein.
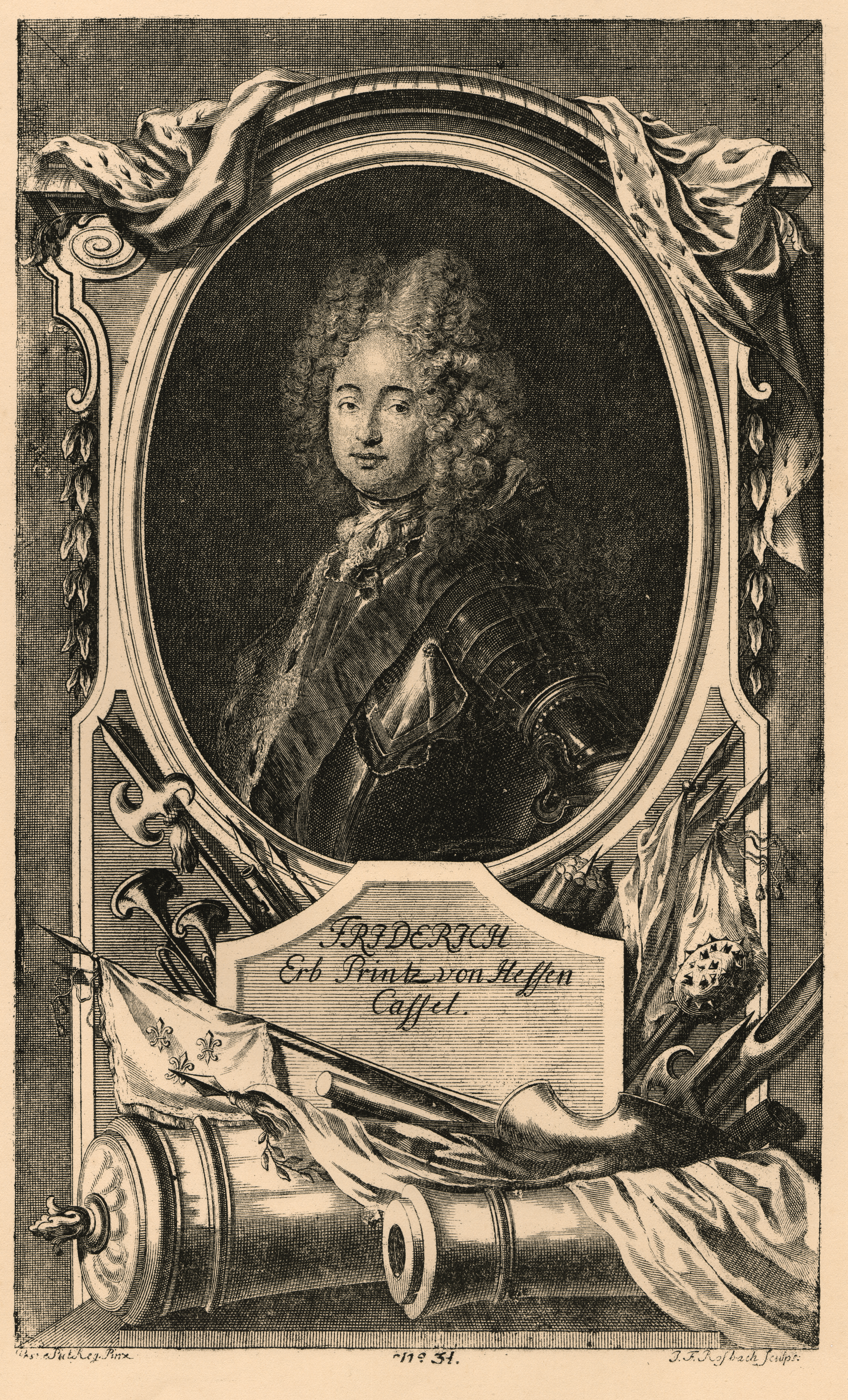
Kopparstick av J. F. Rosbach (1715)
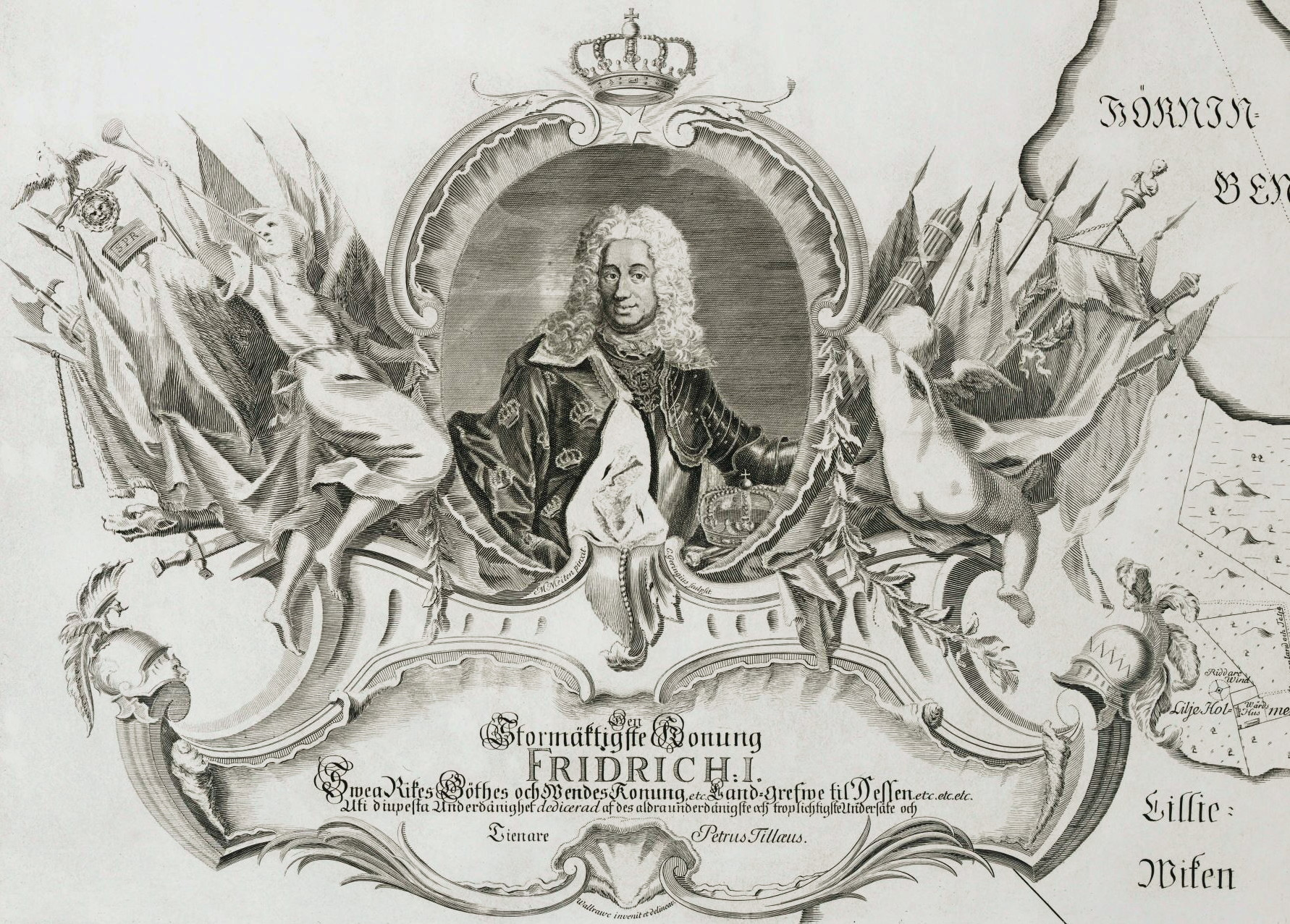
På Tillæi karta från 1733.
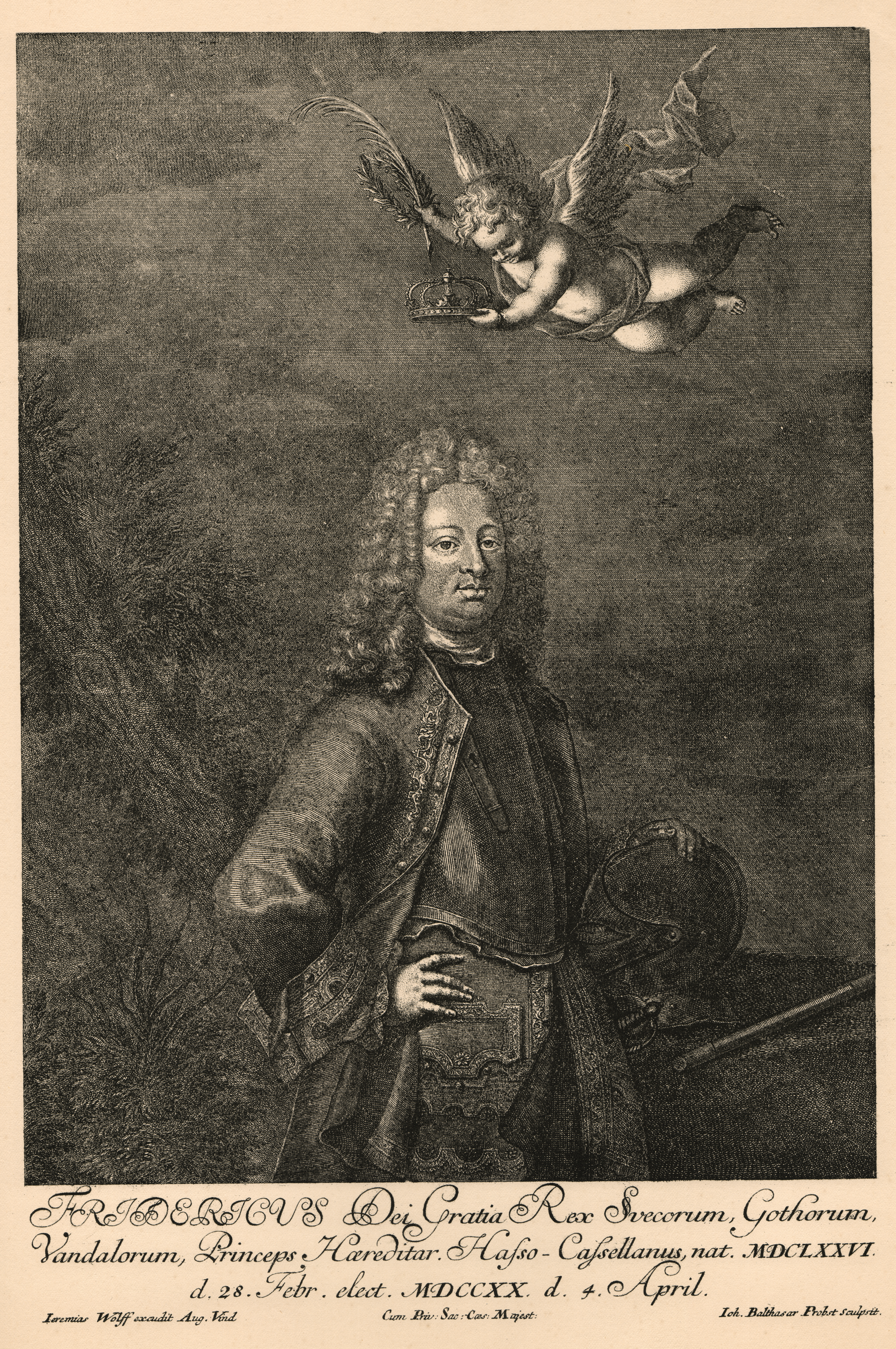
Kopparstick av J. B. Probst (ca 1740)
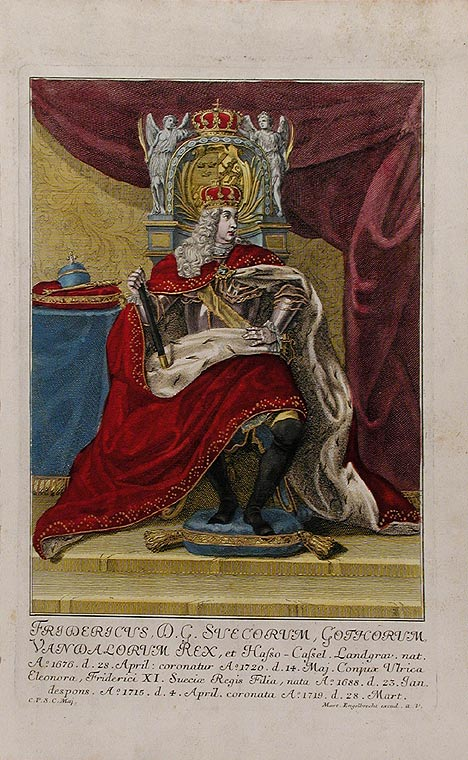
Fredrik I återgiven på etsning från 1745 av Martin Engelbrecht.
Jubileumsmynt, 1721.
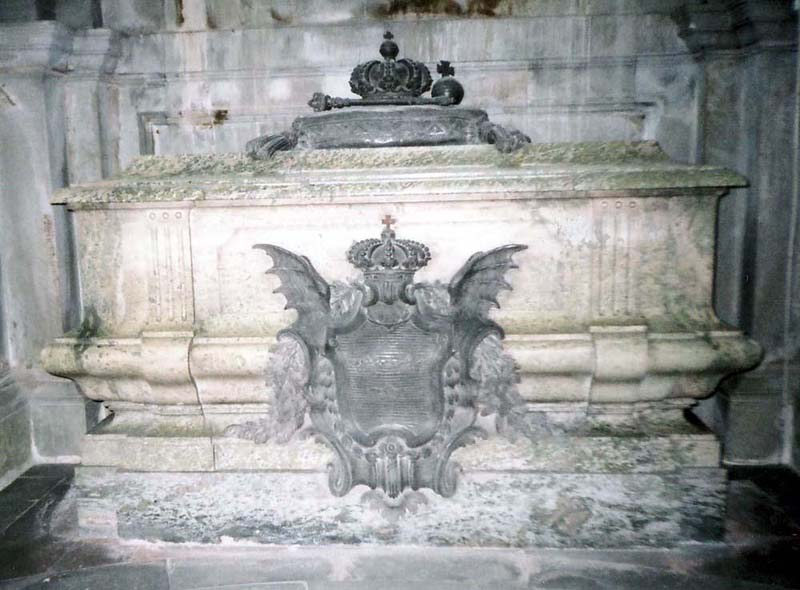
Fredrik I:s sarkofag i Riddarholmskyrkan.

## Genealogiskt
Fredrik var son till lantgreven Karl av Hessen-Kassel och Maria Amalia av Kurland. Gift 31 maj 1700 med Lovisa Dorotea av Preussen (1680–23 december 1705) och den 24 mars 1715 med prinsessan Ulrika Eleonora, dotter till kung Karl XI och drottning Ulrika Eleonora samt syster till kung Karl XII. Båda äktenskapen var barnlösa.
Barn med älskarinnan Hedvig Taube (1714–1744):
1. Anonyma, senare döpt Fredrika Vilhelmina (1732–1734), kallad Mademoiselle Ehrlich
2. Fredrik Vilhelm von Hessenstein (1735–1808)
3. Karl Edvard von Hessenstein (1737–1769)
4. Hedvig Amalia von Hessenstein (1743–1752)

## Anfäder
|                   |  |  |  |  |  |  |  |                                      |  |  |  |  |  |  |  |                                          |  |  |  |  |  |  |  | 8. Lantgreve Wilhelm V av Hessen-Kassel              |
|                   |  |  |  |  |  |  |  |                                      |  |  |  |  |  |  |  |                                          |  |  |  |  |  |  |  |                                                      |
|                   |  |  |  |  |  |  |  |                                      |  |  |  |  |  |  |  | 4. Lantgreve Wilhelm VI av Hessen-Kassel |  |  |  |  |  |  |  |                                                      |
|                   |  |  |  |  |  |  |  |                                      |  |  |  |  |  |  |  |                                          |  |  |  |  |  |  |  |                                                      |
|                   |  |  |  |  |  |  |  |                                      |  |  |  |  |  |  |  |                                          |  |  |  |  |  |  |  | 9. Amalie Elisabeth av Hanau-Münzenberg              |
|                   |  |  |  |  |  |  |  |                                      |  |  |  |  |  |  |  |                                          |  |  |  |  |  |  |  |                                                      |
|                   |  |  |  |  |  |  |  | 2. Lantgreve Karl I av Hessen-Kassel |  |  |  |  |  |  |  |                                          |  |  |  |  |  |  |  |                                                      |
|                   |  |  |  |  |  |  |  |                                      |  |  |  |  |  |  |  |                                          |  |  |  |  |  |  |  |                                                      |
|                   |  |  |  |  |  |  |  |                                      |  |  |  |  |  |  |  |                                          |  |  |  |  |  |  |  | 10. Kurfuste Georg Vilhelm av Brandenburg (även 14.) |
|                   |  |  |  |  |  |  |  |                                      |  |  |  |  |  |  |  |                                          |  |  |  |  |  |  |  |                                                      |
|                   |  |  |  |  |  |  |  |                                      |  |  |  |  |  |  |  | 5. Hedvig Sofia av Brandenburg           |  |  |  |  |  |  |  |                                                      |
|                   |  |  |  |  |  |  |  |                                      |  |  |  |  |  |  |  |                                          |  |  |  |  |  |  |  |                                                      |
|                   |  |  |  |  |  |  |  |                                      |  |  |  |  |  |  |  |                                          |  |  |  |  |  |  |  | 11. Elisabeth Charlotta av Pfalz (även 15.)          |
|                   |  |  |  |  |  |  |  |                                      |  |  |  |  |  |  |  |                                          |  |  |  |  |  |  |  |                                                      |
| 1. Kung Fredrik I |  |  |  |  |  |  |  |                                      |  |  |  |  |  |  |  |                                          |  |  |  |  |  |  |  |                                                      |
|                   |  |  |  |  |  |  |  |                                      |  |  |  |  |  |  |  |                                          |  |  |  |  |  |  |  | 12. Hertig Wilhelm av Kurland                        |
|                   |  |  |  |  |  |  |  |                                      |  |  |  |  |  |  |  |                                          |  |  |  |  |  |  |  |                                                      |
|                   |  |  |  |  |  |  |  |                                      |  |  |  |  |  |  |  | 6. Hertig Jakob av Kurland               |  |  |  |  |  |  |  |                                                      |
|                   |  |  |  |  |  |  |  |                                      |  |  |  |  |  |  |  |                                          |  |  |  |  |  |  |  |                                                      |
|                   |  |  |  |  |  |  |  |                                      |  |  |  |  |  |  |  |                                          |  |  |  |  |  |  |  | 13. Sofia av Preussen                                |
|                   |  |  |  |  |  |  |  |                                      |  |  |  |  |  |  |  |                                          |  |  |  |  |  |  |  |                                                      |
|                   |  |  |  |  |  |  |  | 3. Maria Amalia av Kurland           |  |  |  |  |  |  |  |                                          |  |  |  |  |  |  |  |                                                      |
|                   |  |  |  |  |  |  |  |                                      |  |  |  |  |  |  |  |                                          |  |  |  |  |  |  |  |                                                      |
|                   |  |  |  |  |  |  |  |                                      |  |  |  |  |  |  |  |                                          |  |  |  |  |  |  |  | 14. Samma som 10.                                    |
|                   |  |  |  |  |  |  |  |                                      |  |  |  |  |  |  |  |                                          |  |  |  |  |  |  |  |                                                      |
|                   |  |  |  |  |  |  |  |                                      |  |  |  |  |  |  |  | 7. Louise Charlotte av Brandenburg       |  |  |  |  |  |  |  |                                                      |
|                   |  |  |  |  |  |  |  |                                      |  |  |  |  |  |  |  |                                          |  |  |  |  |  |  |  |                                                      |
|                   |  |  |  |  |  |  |  |                                      |  |  |  |  |  |  |  |                                          |  |  |  |  |  |  |  | 15. Samma som 11.                                    |
|                   |  |  |  |  |  |  |  |                                      |  |  |  |  |  |  |  |                                          |  |  |  |  |  |  |  |                                                      |